# Yohio
Pour les articles homonymes, voir Rehn.
Kevin Johio Lucas Rehn Eires, plus connu sous son nom de scène Yohio, (ヨヒオ, romanisé en YOHIO)  est un auteur-compositeur-interprète suédois d'expression japonaise, né le 12 juillet 1995, à Sundsvall. Il s'est d'abord fait connaître au Japon pour ensuite devenir célèbre en Suède où son album Break the Border est arrivé numéro 1 des ventes. Il participe au Melodifestivalen 2013 et s'est classé deuxième de la compétition avec la chanson Heartbreak Hotel. Il a annoncé les résultats des votes de la Suède lors du Concours Eurovision de la chanson 2013. Il participe également au Melodifestivalen 2014 avec la chanson To the End, avec laquelle il se classe sixième. Il est un ancien membre du groupe de rock suédois Seremedy, et évolue aujourd'hui au sein des groupes suédois DISREIGN et Awoken By Silence en tant que vocaliste. Il est le cofondateur et actuel PDG de Keios Entertainment.

## Discographie

### Albums
| Année | Album                                     | Meilleure position | Certification |
| Année | Album                                     | Suède              | Certification |
| ----- | ----------------------------------------- | ------------------ | ------------- |
| 2013  | Break the Border                          | 1                  |               |
| 2014  | Together We Stand Alone                   | 1                  |               |
| 2020  | A Pretty Picture In A Most Disturbing Way |                    |               |

### Chansons
You'll believe it (If you sing it)
Daydreams
LIGHT MY WAY
Oh My... Polkadot Politics
defeating a devil a day
Silent Rebellion
Heartbreak Hotel
Merry Go Round
My Nocturnal Serenade
Tick Tack (Genius)
Shattered Dreams of a Broken Nation
Prophet In Disguise 
Together We Stand Alone
Invidia
Sky☆Limit
Sakura, Falling
Without Wings
Our Story
Rocket
Welcome To The City
To The End
You're The One
När Julen Lider Mot Sitt Slut